# غريغوري هاوس
د. غريغوري هاوس (بالإنجليزية: Dr. Gregory House) هي شخصية خيالية ظَهرت في المسلسل الدرامي الأمريكي هاوس، ابتكرها الكاتب ديفيد شور ولعبها الممثل الإنجليزي هيو لوري. يترأس هاوس فريقاً من الأطباء التشخيصيين وهو رئيس قسم التشخيص الطبي في مستشفى برينستون بلينزبورو التعليمي في ولاية نيوجيرسي.
وُصفت شخصيته بالمبغضة للبشرية، والساخرة، والنرجسية. هاوس هو الشخصية الوحيدة التي ظهرت في جميع حلقات المسلسل الـ 177، وهو الشخصية الرئيسية الوحيدة التي ظهرت في الحلقة الأولى من الموسم السادس باستثناء الظهور البسيط لويلسون في تلك الحلقة.
أساليب هاوس الطبية غير الاعتيادية وعقلانيته الشديدة دائمًا ما تُسبب له العديد من النزاعات مع زملائه. عادةً ما يفتقر هاوس للتعاطف تجاه مَرضاه، مما يوفر له الوقت اللازم لحَل المعضلات الطبيّة التي تواجهه حسب زَعمه. شخصية هاوس مستوحاةٌ جُزئيًّا من شرلوك هولمز. جزءٌ كبيرٌ من أحداث المسلسل يدور حول إدمان هاوس للفايكودين من أجل تسكين ألمه المزمن الذي سببه احتشاءٌ في العضلة الرباعية الرؤوس لديه قبل 5 سنوات من بدء أحداث المسلسل، مما يُضطره لاستخدام عكازٍ للمشي. إدمانه على المخدرات هو أحد التشابهات الكثيرة مع هولمز، الذي كان يستخدم الكوكايين بصفةٍ اعتياديّةٍ.
خلال فترة عرض المسلسل لاقت شخصية هاوس آراءً إيجابية من النقاد وظهرت في العديد من قوائم أفضل الشخصيات. توم شيلس من صحيفة واشنطن بوست وصف شخصية هاوس بأنها «أكثر شخصيةٍ إثارةً ظَهرت على شاشة التلفاز منذ سنواتٍ عديدةٍ». فاز لوري لتجسيده شخصية هاوس بالعديد من الجوائز كان أبرزها: جائزتي غولدن غلوب عن فئة أفضل ممثّلٍ في مسلسل دراما تلفزيوني، وجائزتي نقابة ممثلي الشاشة عن فئة أفضل ممثّلٍ في مسلسل دراما، وجائزتي ستالايت عن نفس الفئة أيضاً، وجائزتي رابطة نقاد التلفزيون عن فئة أفضل إنجازٍ فرديٍّ في مجال الدراما. ترشح لوري أيضاً لجائزة الإيمي 6 مراتٍ عن فئة أفضل ممثّلٍ في مسلسل دراما كان آخرها في 2011.

## التاريخ الشخصي

### الحياة المبكرة
وُلد غريغوري هاوس في 11 يونيو، 1959. أو 15 مايو، 1959 لكلٍ من جون وبلايث هاوس (آر لي إيرمي وديان بيكر). خَدم والده كطيارٍ في قوات مشاة بحرية الولايات المتحدة وغالباً ما تَنقل من قاعدة إلى أخرى خلال طفولة هاوس، يُفترض بأن حُب هاوس للغات بدأ خلال تلك الفترة، حيث يُظهر مستوى من الفهم للإسبانية، والبرتغالية، واليابانية، والهندية والمندرية. إحدى الأماكن التي أُرسل والده إليها كانت مصر، حيث أصبح لدى هاوس وَلعٌ بعلم الآثار وصيد الكنوز، مما دفعه للاحتفاظ بأدواته لصيد الكنوز بشكلٍ جيّدٍ. محطةٌ أُخرى كانت اليابان، بعمر الـ 14، حيث اكتشف مِهنته المستقبلية بعد حادثة تَسلق الصخور مع زَميله، عندما رأى الاحترام المُقدم من الجميع لطبيبٍ من البوراكوميين عند حَله لحالة صديقه التي لم يستطع أيُّ طبيبٍ آخر حلها. أمضى أيضا بعض الوقت في الفلبين، حيث تَلقى جراحةً لأسنانه هناك.
يُفضل هاوس أُمه ويَكره والده، الذي يدعي بأن لديه «بوصلةً أخلاقيّةً مجنونةً»، حيث يَتجنب رؤيتهما قدر الإمكان. ذات مرة، يُخبر هاوس إحدى مريضاته قصة جدته التي كانت تعاقبه بعنف عندما كان يتركه والديه في منزلها. لكن يُكشف لاحقا بأن والده هو من أساء معاملته وليس جَدته، حيث كانت طُرق العقاب تشمل الاستحمام بالمياه الباردة والنوم خارج المنزل في العراء. بسبب سوء المعاملة، لم يُصدّق أن جون هاوس هو والده البيولوجي، في سن الـ 12، اعتقد هاوس أن صديق عائلته توماس بيل هو والده الحقيقي بعد ملاحظته لوحمتيهما المتشابهتين. في حلقة "Birthmarks" من الموسم الخامس، يتأكد هاوس من أن جون هو ليس والده الحقيقي بعد إجراءه لفحص DNA. في حلقة "Love is Blind" من الموسم الثامن، بعد إجراء فحص DNA ثانٍ يَكتشف هاوس أن توماس بيل هو ليس والده الحقيقي أيضاً. لتبقى هوية والده الحقيقي مجهولة.

### فترة الدراسة

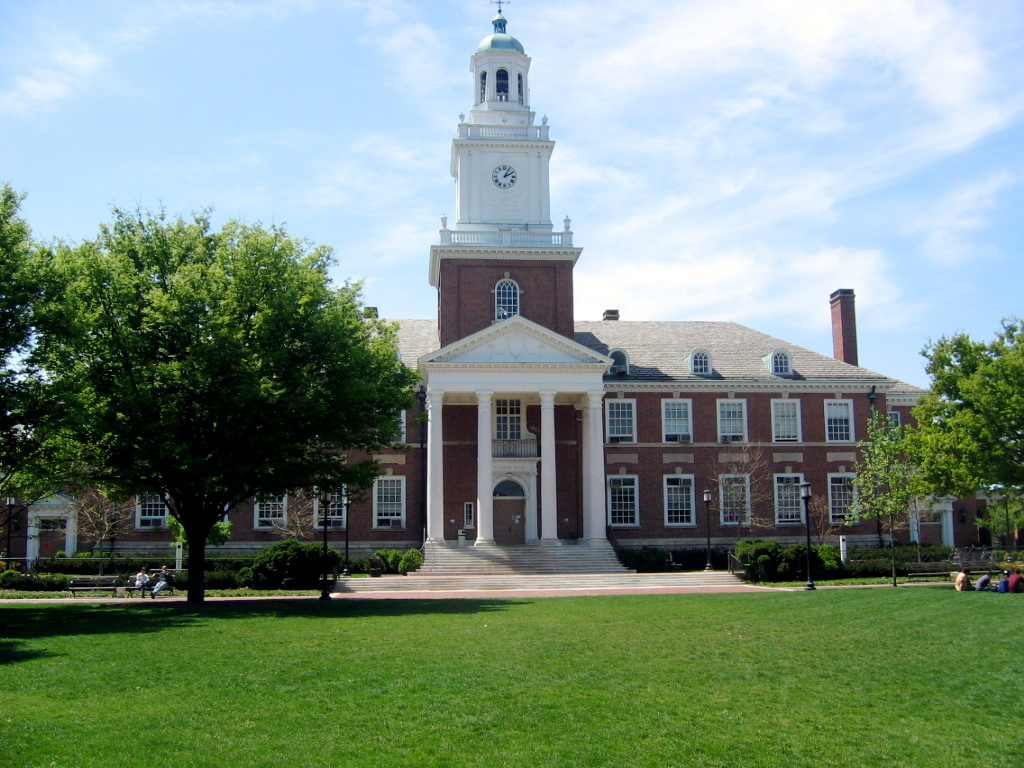
درس هاوس في جامعة جونز هوبكينز في المرحلة الجامعية.

بدأ هاوس دراسته كطالبٍ جامعيٍّ في جامعة جونز هوبكينز. قَبل التزامه بالطب كمجال تَخصص، أَخذ هاوس بعين الاعتبار الحصول على الدكتوراه في الفيزياء، في مجال دراسة المادة المظلمة. قُبل في مدرسة طب جامعة جونز هوبكنز وتَفوق أثناء دراسته فيها، حيث كان المرشح الأول للحصول على المِنحة التنافسية والمرموقة لعيادة مايو؛ لكنّ طالباً آخر، فيليب ويبر، وشى بِه أثناء غِشه في الامتحان، مما أدّى لفَصله من الجامعة وإقصائه من المنافسة على المنحة. في فترة استئناف قرار طرده، دَرس في كلية الطب في جامعة ميشيغان وعَمل في متجر كُتب، حيث قابلَ هناك ربة عمله وصديقته المستقبلية ليسا كادي (ليسا إدلستين). لاحقا، رُفض استئنافه ومُنع من دخول جونز هوبكينز مجدداً. خلال مؤتمرٍ طبيٍّ في نيو أورلينز، قابل هاوس صديقه المستقبلي د. جيمس ويلسون (روبرت شون لينارد). الذي كان يمر بطلاقه الأول في ذلك الوقت، حيث كَسر مرآةً وبدأ عراكاً في الحانة مع أحد الأشخاص. دَفع هاوس ثمن الأضرار ومبلغ كفالته، ومنذ ذلك الحين ابتدأت علاقتهما المهنية والشخصية. في النهاية، أصبح هاوس طَبيباً تَشخيصيّاً مُجازاً بتخصصين هما: الأمراض المعدية وأمراض الكلى.

### في مستشفى برينستون بلينزبورو التعليمي
قبل 6 سنواتٍ من بدء أحداث المسلسل. عندما عَلم هاوس بأن كادي أصبحت رئيسة مستشفى برينستون بلينزبورو التعليمي تقدم بطلبٍ للعمل لديها، وقامت بتوظيفه بالرغم من سمعته المهنية السيّئة لأنها كانت على علمٍ بموهبته الاستثنائية كطبيبٍ تشخيصيٍّ، لكنّه مع ذلك يتقاضى راتباً قليلاً جداً مقارنةً بخبرته الواسعة، وبالرغم من تخصيص فريقٍ من الأطباء التشخيصيين للعمل لديه إلا أنه دائمًا ما يُسيء معاملتهم ويقوم باستبدالهم بشكلٍ دوريٍّ.
بعد فترةٍ قصيرة، أوصى هاوس بصديقه الدكتور ويلسون عندما عَلم بأن المستشفى بحاجة إلى طبيبٍ متخصصٍ بعلم الأورام من أجل الإشراف على قسم الأورام الجديد.

### الإعاقة
قبل 5 سنواتٍ من بداية أحداث المسلسل، خلال مُباراةٍ للغولف، أُصيب هاوس باحتشاءٍ في ساقه اليمنى ولم يتمكن الأطباء من تشخيص حالته لمدة 3 أيام، لكنّه تَمكن في النهاية من تشخيص حالته بنفسه. تَجلطت أم الدم في فخذه مما أدى للاحتشاء الذي تسبب بنخر العضلة رباعية الرؤوس لديه. حاول هاوس إعادة الدورة الدموية للعضلة الميتة، مُعرضاً نفسه لخَطر الإصابة بفشلٍ عضوي والسكتة القلبية، حيث كان مستعداً لتحمل ألم ما بعد العملية الذي لا يُطاق من أجل استعادة قدرته على التحكم بساقه.
بعد أن تم وضعه في غيبوبةٍ كيميائية لكي يتجاوز أقسى مرحلةٍ من الألم، قامت كُلٌّ من وارنر، وكيلة هاوس الطبيبة، والدكتورة كادي التي كانت طبيبة هاوس آنذاك، بالتصرف عكس رغبته واللجوء لحلٍ وسط أكثر أماناً، ألا وهو إزالة العضلة الميتة فقط. أَسفر ذلك الحَل عن فقدانه القدرة على التحكم بساقه جزئيّاً إضافةً إلى درجةٍ حادّةٍ من الألم المزمن لبقية حياته. لم يستطع هاوس مُسامحة ستاسي لقيامها بذلك، الأمر الذي دَفعها لتركه في نهاية المطاف. يُعاني هاوس الآن من ألمٍ مُزمنٍ في فخذه ويَستعين بعكازٍ لمساعدته على المشي، ودائمًا ما يتناول الفايكودين لتخفيف ألمه.

### فترة المسلسل

#### الموسم الأول
في بداية المسلسل، يضم فريق هاوس ثلاثة أطباءٍ هم: روبرت تشايس العضو القديم الذي دائمًا ما يوافق على آراء هاوس، وأليسون كاميرون الطبيبة المتعاطفة جداً مع المرضى، والوافد الجديد إريك فورمان.
لاحقا، تُظهر كاميرون اهتماماً عاطفيًّا تجاه هاوس، لكن هاوس يبدو غير مُبالٍ بمشاعرها تجاهه. تتعقد الأمور عندما يأتي رئيس مجلس الإدارة الجديد، الملياردير إدوارد فولغر الذي لا تُعجبه تصرفات هاوس، بعد سلسلة من المواجهات بينهما تَستقيل كاميرون، ويسعى فولغر لطرد هاوس من المستشفى لكن كادي تَقف مع هاوس ضد فولغر وتتمكن من إجباره على ترك المجلس الإدارة.
يَطلب هاوس من كاميرون العودة للعمل، لكنها تَرفض طلبه إلا إذا وافق على الخروج معها في موعد، فيوافق هاوس، ليُخبرها بأنه ليس مُهتماً بها من ناحيةٍ عاطفيّةٍ وبأنه يَعتقد أيضاً أنها مهتمة به فقط لأنه غير سويٍّ عاطفيًّا. تَعود كاميرون للعمل دون أن تقتنع بكلام هاوس ولكن عندما تَظهر ستاسي في نهاية الموسم تَرى كاميرون مشاعر هاوس تجاه ستاسي فتنسى الموضوع برمته.

#### الموسم الثاني
يوافق هاوس على عَمل ستاسي في المستشفى كمستشارةٍ قانونيّةٍ خلال فترة تعافي زوجها مارك، ولكنه يبدأ بالتخطيط لاستعادتها مرةً أخرى. ينجح مُخطط هاوس ولكن عندما تُخبره ستاسي بأنها سوف تترك مارك من أجله، يُدرك هاوس بأنه سيجعلها تَعيسة كما في السابق، فيرفض الفكرة ويطلب منها البقاء مع مارك، الذي يُمكنه إبقائها سعيدةً. لاحقا، عند تعافي زوجها كليا تُغادر ستاسي معه.
تؤثر هذه الحادثة على ألم ساق هاوس سلبيًّا فيزداد ألمه بعد مُغادرتها. في الحلقة الأخيرة تَصل الأمور لدرجةٍ حَرجةٍ عندما يقوم رجلٌ ساخطٌ اسمه جاك موريارتي، وهو زوج إحدى مريضات هاوس في الماضي، بإطلاق النار على هاوس في مَكتبه حيث يصيبه في البطن والرقبة. تَبين بأن الرجل كان غاضبًا من هاوس لأنه أخبر زوجته، خلال فترة علاجها آنذاك، من دون أي سببٍ ضروريٍّ بأن زوجها في علاقةٍ مع مرأةٍ أخرى، الأمر الذي دفعها للانتحار لاحقاً. عندما كان أعضاء فريقه يسرعون به إلى غرفة الطوارئ، يستعيد هاوس وعيه لفترةٍ وجيزة ولكن كافية ليطلب العلاج بالكيتامين.

#### الموسم الثالث
في بداية الموسم الثالث، بعد تَلقيه علاج الكيتامين وفترة شهرين من الراحة يَتمكن هاوس من استعادة قدرته على المشي والجَري مُجدداً. لكن الألم المزمن في ساقه يعود مجدداً مما يضطره لتناول المسكنات واستعمال العكاز مرةً أخرى. يَعتقد زملائه أن سبب رجوعه للمسكنات والعكاز يعود لميوله النفسية تجاهها فقط.
خلال مُناوبة هاوس في العيادة، يُقابل مايكل تريتر، وهو محقق في الشرطة. يُلاحظ تريتر تناول هاوس المُفرط للفايكودين أثناء العمل وفظاظة تعامله مع المرضى. يَعتقد تريتر بأن الأطباء يجب أن يكونوا أكثر مسؤوليةً خلال مُمارستهم للطب، فيأخذ على عاتقه مهمة اتخاذ الإجراءات القانونيّة الضرورية للنَيل من هاوس عن طريق البدء بالتحقيق في مسألة إدمانه للمخدرات. شيئًا فشيئًا يَشمل التحقيق كادي، ويسلون، وفريق هاوس، بينما يَستخدم تريتر طرقًا مُفرطةً للحصول على المعلومات. يُضطر هاوس للتوقف عن تناول الفايكودين من أجل الحصول على اتفاقٍ يُمكّنه من الاحتفاظ برخصته الطبيبة، لكن يُخطئ هاوس عندما يقوم بسرقة الأكسيكودون من أحد مرضى ويلسون الذي توفي للتو من أجل تسكين ألمه، مما يُعطى تريتر الحُجة اللازمة لتَقديم هاوس للمُحاكمة. خلال جلسة استماع ما قَبل المحاكمة، تُقرر القاضية بأن هاوس لا يُشكل خطراً على المجتمع وبأن طريقة تعامله مع ألم ساقه ليست بالخطورة التي وصفها تريتر. يَصدر هذا القرار عندما تقوم كادي بتزوير دليلٍ وحنث اليمين من أجل إبقاء هاوس خارج السِجن.
في نهاية الموسم، يُقرر فورمان تقديم استقالته عند يُدرك بأنه يُصبح شبيهاً بهاوس تدريجيًّا، فيقوم هاوس فجأةً بطرد تشايس بعد مُغادرة فورمان، وتقوم كاميرون بالاستقالة أيضاً بسبب تشايس، ليصبح هاوس من دون فريق.

#### الموسم الرابع
في بداية الموسم الرابع، يحاول هاوس العمل من دون فريقه، ولكن بعد مواجهته لبعض المتاعب في إحدى الحالات، تُصر كادي على أن يقوم بتوظيف فريقٍ للعمل معه. يقوم هاوس بعمل مسابقةٍ من أجل اختيار أعضاء الفريق من بين 40 متقدمًا. يتفاجأ هاوس لاحقًا عندما يعلم بعودة كاميرون للمستشفى وعملها في قسم الطوارئ وعمل تشايس في قسم الجراحة. لاحقًا يعود فورمان للمستشفى بعد طرده من وظيفته الجديدة حيث تُجبر كادي هاوس على ضَمه لفريقه مجددًا. في النهاية يوظف هاوس كلًّا من د. فورمان، ود. كريس تاوب، ود. لورنس كاتنر، ود. ريمي هادلي. في هذه الأثناء يدخل ويلسون في علاقة مع آمبر فولاكس، وهي إحدى المتقدمين السابقين لدى هاوس. يعتقد هاوس بأن علاقة ويلسون الجديدة ستخرّب صداقته معه، يقوم هاوس باختبار آمبر بسبب شَكّه بصدق مشاعرها تجاه ويلسون، لكن يتأكد لاحقاً من صِدق نيتها تجاه ويلسون. مع ذلك يستمر هاوس بعداوته تجاهها والعراك معها من أجل قضاء المزيد من الوقت مع ويلسون.
في نهاية الموسم، يَستيقظ هاوس بعد حادث سير فاقدً لذاكرته مع إحساسٍ مُلحٍّ بأن شخصًا ما سوف يموت، معتقداً بأنه رأى أحد رُكاب الحافلة يُظهر عرضًا مرضيًّا خطيرًا. يتذكر لاحقًا بأن آمبر كانت معه على متن الحافلة وأن مصدر ذلك الإحساس المُلح هو رؤيته لآمبر تتناول الامانتادين في الحافلة. يكتشف هاوس بأن آمبر أُصيبت بتسمم الأمانتادين حيث يتحد الأمانتادين مع بروتين الدم، وبسبب تَضرر أعضائها بسبب الحادث لا يتمكن جسدها من تصفيته مسبباً لها فشلًا عضويُّا متعددًا. لاحقًا يتذكر هاوس أن آمبر جاءت لتُقله من الحانة عندما كان ثملاً، بدلا من ويسلون الذي لم يتلقى الرسالة لأنه كان يَعمل في المستشفى، لكنه فَضل ركوب الحافلة على أن يَقبل خدمتها، لكن آمبر تبعته لتعطيه عكازه الذي تركه خلفه في الحانة.
في الحلقة الأخيرة تموت آمبر بجانب ويلسون عندما يوقظها من الغيبوية من أجل توديعها قَبل أن يقوم بفصل أجهزة دعم الحياة. حزينًا بسبب ما حَدث يبدأ ويلسون بإعادة التفكير والتشكيك في جدوى صداقته مع هاوس.

#### الموسم الخامس
مع بداية الموسم الخامس يقرر ويلسون مُغادرة المستشفى ونيو جيرسي. ولكن عندما يموت والد هاوس يتعهد ويلسون لوالدة هاوس بأنه سيحرص على حُضور ابنها إلى الجنازة، في النهاية يسويان خلافهما عند عودتهما من الجنازة ويقرر ويلسون البقاء في نيو جيرسي. يتمكن هاوس من استعادة قدرته على المشي دون ألمٍ مرةً أخرى بعد أن يبدأ بتناول الميثادون ولكن يتوقف لاحقًا بعد ما أوشك أحد مرضاه على الموت بسبب عدم انتباهه لإحدى الأعراض. المزيد من الأحداث التراجيدية تحصل عندما يَنتحر كاتنر فجأةً. في نهاية الموسم الخامس يصل إدمان هاوس للفايكودين لدرجة يبدأ عندها بالهلوسة. عندما يدرك هاوس بأن الفايكودين بدأ بالسيطرة على حياته وتسبيب الهلوسات، يدخل مَصحة مايفيلد بملء إرادته.

#### الموسم السادس
في بداية الموسم السادس، يُحاول هاوس بيأسٍ إقناع طبيبه النفسي د. داريل نولان بأن يَسمح له بمزاولة الطب مجددًا، لكن د. نولان يرفض ذلك ويحاول مساعدته على مواجهة مشاكله النفسية بدلاً من التهرب منها. بمساعدة د. نولان يحاول هاوس اكتشاف جوانب جديدة من حياته وطُرقًا أخرى للتعامل مع ألمه، فيتوقف عن تناول مسكنات الألم. بعد إمضائه بعض الوقت في المَصح وبمساعدة د. نولان، يُظهر هاوس بعض التَحسن فيوافق د. نولان على مغادرته من المصح. يُفكر هاوس جديًّا بترك الطب من أجل تَجنّب الضغط الناجم عن العمل، لكن في النهاية يجدُ بأن الأمر الوحيد الذي يخفف ألمه هو ممارسة الطب، بعد قيامه بتشخيص أحد مرضى فريقه عبر الإنترنت (من دون عِلمهم)، فيقرر العودة إلى المُستشفى.
يُدرك هاوس بأنه يريد أن يكون في علاقة مع كادي، فيحاول التقرب منها، لكن يكتشف لاحقًا بأنها على علاقةٍ مع لوكاس دوغلاس، المحقق الذي استأجره للتجسس على ويلسون سابقًا. في حركةٍ جريئةٍ وغير اعتياديةٍ، ينتقم ويلسون من كادي عندما يقوم بالمزايدة على المنزل الذي أرادته، بسبب تضليلها لهاوس في عيد الشُكر. ينتقل هاوس للسكن مع ويلسون في المنزل الجديد، لكن لاحقًا تَظهر سام كار، طليقة ويلسون الأولى، مجددًا فتحدث العديد من المشاحنات بينها وبين هاوس. لاحقًا، يطلب ويلسون من هاوس مغادرة منزله لأن سام سوف تنتقل للسكن معه قريبًا.
خلال إحدى الجلسات العلاجية مع د. نولان، يُعبر هاوس عن استيائه من انتقال سام للسكن مع ويلسون، ويجد نفسه مستاءً أيضًا من انتقال لوكاس للسكن مع كادي، في نهاية الجلسة يفقد هاوس أعصابه ويتهم د. نولان بالكذب والخداع بسبب عدم فعالية علاجه الذي استمر لمدة سنة، قائلاً أن العلاج لم يُحسن من حياته ولم يجعله سعيدًا بينما جميع من حوله سعداء.
في الحلقة الأخيرة، يُدرك هاوس بأن جميع قراراته في الماضي، وبالأخص قرار الإبقاء على ساقه، جَعلته بارد المشاعر غير مراعٍ لأحاسيس الآخرين ووحيدًا. يَنجح هاوس بإقناع مريضته العالقة تحت الركام الناتج عن انهيار إحدى الرافعات ببتر ساقها العالقة، كي لا تكرر أخطائه. لكن تموت مريضة هاوس أثناء نقلها للمستشفى جراء انصمامٍ دُهنيِّ لم يكن بالإمكان فِعل أي شيءٍ لمنعه. يَعود هاوس لمنزله ويُخرج علبة الفايكودين السرية من الحائط، لكنه يَجد كادي بجانبه، حيث تُخبره بأنها تَركت لوكاس لأنها لم تَستطع التوقف عن التفكير به. تَعترف كادي بحبها له، لكن هاوس يَتعامل بحذر معها لأنه ليس متأكدًا من إذا ما كان يُهلوس مجددًا بسبب الفايكودن، فتسأله كادي إذا ما كان قد تناوله فيجد أن القرص ما زال بيده، فيرمي القرص على الأرض ويُقبلان بعضهما البعض، لتبدأ علاقتهما بشكلٍ حقيقي.

#### الموسم السابع
في الموسم السابع، يحاول كلٌّ من هاوس وكادي الفصل بين علاقتهما المهنية والعاطفية. يَذكر هاوس في إحدى المرات بأن علاقته مع كادي تجعلهُ طبيبًا سيئًا ولكنه سيختار دائمًا البقاء سعيدًا مع كادي على تميُزه في الطب. في منتصف الموسم عندما تواجه كادي احتمالية الإصابة بمرضٍ عُضالٍ يعود هاوس لتناول الفايكودين مجددًا كوسيلةٍ للتعامل مع خشيته من فِقدانها، مما يؤدي لانفصالهما. في آخر الموسم السابع، يتزوج هاوس من دومينيكا بيتروفا، وهي مهاجرة روسية، لكي يساعدها على الحصول على الإقامة في الولايات المتحدة. في الحلقة ما قبل الأخيرة يكتشف هاوس أن الدواء التجريبي الذي كان يَسرقه ويتعاطاه سَبب أورامًا سرطانيةً خبيثةً لجميع فئران التجارب في تلك التجربة. فيقوم بالحصول على صورة مقطعية ليجد ثلاثة أورام قريبة من سطح الجلد في ساقه، يذهب هاوس لمنزله ويُعقم حوض الاستحمام من أجل إجراء جراحةٍ لإزالة تلك الأورام، لكنه لا يَستطيع الاستمرار في العملية فيتصل بكادي لمساعدته. في الحلقة الأخيرة وبعد خروجه من المستشفى، يُدمر هاوس منزل كادي بسيارته عندما يراها برفقة صديقها الجديد وعائلتها، ويَفِر خارج البلاد لمدة 3 أشهر.

#### الموسم الثامن
في الموسم الثامن، يجد هاوس نفسه في السجن لتدميره منزل كادي. هناك يكتشف هاوس بأن حاجته للفايكودين هي نُقطة ضعف عندما يقوم أحد المساجين بتهديده بالقتل وإجباره على سرقة الفايكودين. يَتمكن د. فورمان، عميد الطب الجديد بعد استقالة كادي من المنصب، من الحصول على إطلاق سراحٍ مشروط لهاوس مقابل العمل في المستشفى مجددًا. مع اقتراب نهاية الموسم، يكتشف ويلسون بأنه مصاب بورم الغدة الزعترية. في الحلقة الأخيرة يُزيف هاوس موته، متخليًا عن إمكانية ممارسة الطب مجددًا، من أجل قضاء الأشهر الخمسة المتبقية لويلسون معه. يقوم هاوس بذلك من أجل تجنب العودة للسجن مجددًا بعد أن صَدر قرار يقضي بعودته بسب تخريبه جهاز التصوير بالرنين المغناطيسي خلال مقلبٍ سار بشكلٍ خاطئ. ينتهي المسلسل بمشهد ويلسون وهاوس وهما ينطلقان بدراجاتهم النارية في رحلةٍ طويلةٍ تجاه الريف.

## الشخصية والاهتمامات
| ”                         | "دكتور هاوس هو لغزٌ رائعٌ ومشاكس، ذلك الدواء المُر الذي تحتاجه والذي يصادف أيضا أن يكون طبيبًا عبقريًّا ذا بديهة. يبغض التعامل مع المرضى ويفضل التعامل مع الأمراض -مع الألغاز الطبية- التي تترك الأطباء الآخرين في حيرة من أمرهم تمامًا". | “ |
| — توم شيلس واصفًا الشخصية‏،‏ | |   |

بالرغم من أن هاوس طبيبٌ عبقريٌ موهوب، إلّا أنه غريب الأطوار، ولا يؤمن بما يؤمن به عامة البشر من مشاعر وعلاقاتٍ إنسانية وأديان. عادةً ما تُظهر تصرفات هاوس مَكره وحدّة ذكائه ومَيله إلى الاستمتاع بإحباط الآخرين والسخرية من نقاط ضعفهم. يَستنتج هاوس دوافع الآخرين وقصصهم بدقةٍ عبر تحليل جوانب شخصياتهم، ومظاهرهم وسلوكياتهم. صديق هاوس وزميله ويلسون يقول بأن بعض الأطباء لديهم «عقدة المسيح» -لديهم حاجةٌ مُلحة «لإنقاذ العالم»- أما هاوس فلديه «عقدة روبيك» -حاجته الملحة «لحل اللغز»-. عادةً ما يؤجل هاوس رؤية مرضاه قدر الإمكان، ولكن عندما يُقابلهم يُظهر أساليبًا طبيّةً غير معتادةٍ وعلاجاتٍ غير تقليدية مع المرضى، وسرعان ما يبهرهم بسُرعة ودِقة تشخصيه لهم بعد إظهاره عدم اهتمامه بهم. وصف النقاد شخصيته بالعديد من الصفات منها «متقلبة المزاج»، و«مَريرة»، و«عِدائية»، و«مبغضة للبشرية»، و«ساخرة»، و«تعيسة»، و«متمردة»، و«فوضوية» و«معتلّةٌ اجتماعيًّا».
وصف لوري هاوس بأنه شخصية «ترفض الامتثال لمعتقدات الحياة الاعتيادية» ودائمًا ما يتوقع أن يجد تشخصيًا نادرًا عندما يُعالج مريضه. العديد من جوانب شخصية هاوس مُناقضةٌ تمامًا لما قد يكون متوقعًا من طبيبٍ عاديٍّ. المنتجة التنفيذية كاتي جاكوبس تَعتبر هاوس شخصيةً ثابتةً اعتادت على العيش في بؤس. ذكرت جاكوبس أيضًا أن كلًّا من ويلسون، صديق هاوس الوحيد، وهاوس يتجنبان العلاقات الناضجة، الأمر الذي يقربهما من بعضهما. قال لينارد أن ويلسون واحد من القلائل الذين يحافظون على علاقتهم مع هاوس طوعًا، لأنه حرٌ في انتقاده كما يشاء.
مع أن نزعة هاوس الغريبة تُعزى غالبًا لألم ساقه المزمن، إلاّ أن كُلًا من كادي وستاسي ذكرتا أن هاوس كان كذلك حتى قبل إصابته بالاحتشاء. يَتعاطى هاوس الفايكودين يوميًّا من أجل تسكين ألمه، نتيجةً لذلك أصبح مدمنًا على المخدر. يرفضُ هاوس الاعتراف بأن لديه إدمانًا قائلاً: «ليس لدي مشكلةٌ في التحكم بالألم، بل مشكلةٌ بالألم». لكن، بعد فوزه بِرهانٍ مع كادي من خلال عدم تناول الفايكودين لمدة أسبوع، يعترف هاوس بأن لديه إدمانٌ، ولكنه يقول بأنه ليس مشكلةً لأنه لا يتعارض مع عمله وحياته. في الحلقة الأولى من الموسم السادس، يبدو بأن هاوس تغلب على إدمانه بعد دخوله المَصح. في 2006 ذكر شور لصحيفة The Seattle Times بأن الفايكودين «يصبح أقل فائدةً تدريجيًّا كأداةٍ للتعامل مع الألم، وهذا شيءٌ سوف نستمر بالتعامل معه واستكشافه».
كمتحدثٍ بلغاتٍ عدّةٍ، يَتحدث هاوس الإنجليزية، والإسبانية، والروسية، والبرتغالية، والهندية والمندرية. ويَستمع لموسيقى الجاز ويعزف على البيانو (مثل هيو لوري في الواقع) ولديه اهتمامٌ بالغيتارات الكهربائية الكلاسيكية. يُحب أيضًا لعب ألعاب الفيديو ومُشاهدة مسلسلات الأوبرا الصابونية، ويُشجع فريقي فيلادلفيا فيليز وفيلادلفيا فلايرز. يقود هاوس (مثل هيو لوري في الواقع) دراجةً ناريةً من طراز هوندا CBR1000RR أو سيارة سيدان أمريكيةٍ غير معروفةٍ، ويحضر سباقات السيارات الوحشية مع ويلسون. يستخدم هاوس خدمات البغايا بانتظام، ويحب المُقامرة أيضًا، حيث دائمًا ما يشارك بالرهانات سواءً مع زملائه أو على سباقات الخيل.
يُعدّ هاوس ملحدًا، ودائمًا ما يسخر علانيةً من معتقدات زُملائه ومرضاه الدينية، واصفًا هذه المعتقدات باللامنطقية. لا يؤمن هاوس بالآخرة لأنه يُفضل الاعتقاد بأن الحياة «ليست مجرد اختبارٍ». لكن، في حلقة "97 Seconds" من الموسم الرابع، يُظهر هاوس اهتمامًا كافيًا بشأن احتمالية وجود آخرةٍ فيقوم بصعقِ نفسه سعيًا لاكتشاف الأمر، ولكن النتيجة لا ترضيه ويُنكر احتمالية وجود الآخرة. تُعد هذه الحادثة مثالًا على مَيل هاوس للتجارب الذاتية والإقدام على الإجراءات الطبية الخطيرة في سبيل إيجاد الحقيقة. على مدار مواسم المسلسل، يدحض هاوس فعالية دواءٍ لعلاج الصداع النصفي عبر تسبيب صداعٍ نصفيٍ لنفسه ومحاولةً التحكم بالأعراض المُصاحبة، يخضع لعملية نقل دمٍ للمساعدة في إيجاد التشخيص الصحيح، ويتعاطى جرعةً زائدةً من الفيزوستيغمين من أجل تحفيز ذاكرته بعد إصابته بجروحٍ بالغةٍ في الرأس، مما يتسبب لاحقًا بتوقف قلبه عن النبض، ثم يخضع لعملية التحفيز العميق للدماغ بعد وقتٍ قصيرٍ. في حلقة "The Fix" يقوم بسرقة دواءٍ تجريبيٍّ تم اختباره على الفئران فقط، من أجل محاولة إعادة إنماء عضلة الفخذ للتخلص من ألمه. في الحلقة التالية، يكتشف هاوس بأن الدواء سبب له بعض الأورام، فيقوم بإجراء عمليةٍ لنفسه في حوض الاستحمام معتمدًً على صورة تصويرٍ مقطعيٍ، في النهاية لا يعود قادرًا على الاستمرار بالعملية ليتصل أخيرًا بكادي التي تقوم باصطحابه إلى المستشفى.
| "يستمتع هاوس بالبحث عن الحقيقة، وهو يعلم بأننا نرى الأمور من منظورنا الخاص. إنه يحاول باستمرارٍ تجريد نفسه من تلك التحيُّزات للحصول على رؤية واضحة وموضوعية تجاه الأمور". |
| —شور لمجلة Variety. |

دائمًا ما يُكرر هاوس عبارة «الكل يكذب»، ولكنه يُعلق مازحًا بأنه كان يَكذب عندما قالها. ينتقد هاوس آداب السلوك الاجتماعي بسبب افتقارها إلى الغاية المنطقية والفائدة. ذكرت د. كاميرون في الحلقة الأولى من الموسم الأول بأن «هاوس لا يؤمن بالمجاملة... لذلك فهو يقول ما يخطر بباله مباشرةً». في الحلقة الرابعة من الموسم الثالث "Lines in the Sand" يُفسر هاوس كيف أنه يحسد مريضه المصاب بالتوحد لأن المجتمع يسمح للمريض بتجاوز تلك الجماليات التي يجب أن يُعاني هو منها. في نفس الحلقة، أشار ويلسون إلى إمكانية إصابة هاوس بمتلازمة أسبرجر، والتي تُشخّصُ بعدد من الأعراض التي توجد في هاوس، مثل صُعوبة تَقبّل العادات الاجتماعية، وعدم الاهتمام بالمظهر الخارجي، ومقاومة التغيير؛ إلاّ أنه لاحقًا يكشف لهاوس أنه لا يصدق هذا وبأن ما قاله كان مجرد حيلةٍ لتليين رأي كادي بشأنه. يُعتبر هاوس شخصًا منشقًا جدًا ولديه اعتبارٌ شبه مُنعدمٍ لكيفية رؤية الآخرين له، ويُظهر ازدراءً تهكميًّا تجاه ذوي السلطة الذين يحاولون تقييد سلوكياته. دائمًا ما يظهر هاوس عدم اكتراثه بمظهره الخارجي، حيث يظهر دائمًا بلحيةٍ خفيفةٍ ويرتدي ملابسًا غير رسميةٍ كالجينز، وقمصان تي شيرت والأحذية الرياضية، ويتجنب دائمًا ارتداء المعاطف البيضاء لكي لا يتمكن المرضى من تمييزه على أنه طبيبٌ في المستشفى، بل يُفضل ارتداء ستراتٍ مُجعدة أو، أحيانا، سترة دراجته النارية.

### العلاقات والسلوك الاجتماعي
لا يَمتلك هاوس علاقاتٍ اجتماعيّةٍ كثيرةٍ، وصديقه الحقيقي الوحيد هو د. جيمس ويلسون. كان ويلسون يَعرفُ هاوس قبل إصابته بالاحتشاء واعتنى به خلال الفترة التي تلت إصابته وانفصاله مع صديقته آنذاك ستاسي وارنر. يُمثل انتقال ويلسون لشقة هاوس مؤقتًا بعد انهيار زواجه في حلقة "Sex Kills" لجوئه العاطفي عند صديقه المُفضل. على الرغم من أنهما دائمًا ما يقومان بتحليل وانتقاد تصرفات بعضهما البعض، إلا أن ويلسون خاطرَ بمسيرته المهنية لحماية هاوس أكثر من مرةٍ، بما في ذلك إقالته من منصبه في الموسم الأول كمحاولةٍ من إدوارد فولغر لطرد هاوس، وتَعطيل ممارسته للطب من قِبل المحقق مايكل تريتر (ديفيد مورس) خلال التحقيق في مسألة تعاطي هاوس للمخدرات. اعترف هاوس في عدة مناسباتٍ بأنه مُمتنٌ لوجود ويلسون بجانبه، بما في ذلك وصف ويلسون بأفضلٍ صديقٍ له. عندما يَستقيل ويلسون ويترك كلًا من نيو جيرسي وصداقة هاوس في الموسم الخامس، يُحاول هاوس يائسًا استعادة صداقته مجددًا، ويستأجر محققًا خاصًا للتجسس عليه. في نهاية المطاف يسويان خلافهما في جنازة والد هاوس في مشهدٍ مماثلٍ للقائهما الأول، حيث يقوم ويلسون هذه المرة بكسر زجاج نافذة الكنسية الملون بواسطة زجاجة نبيذ في لحظة غضبٍ بسبب هاوس. في الحلقة الأخيرة من المسلسل، يُزيّف هاوس وفاته، من أجلِ تجنب الذهاب إلى السجن وقضاء الأشهر الخمسة المتبقية لويلسون معه قبل أن يموت بسبب السرطان.
قبل 10 سنوات تقريبًا من بداية أحداث المسلسل، دخل هاوس في علاقة مع ستاسي وارنر (سيلا وورد)، وهي محامية دستورية، بعد أن أصابته خلال مباراة كرة الطلاء بين «الأطباء والمحامين». عندما تَظهر ستاسي في الجزء الأول تكون متزوجةً من مرشدٍ أكاديمي اسمه مارك وارنر. على الرغم من دخول ستاسي وهاوس في علاقةٍ عاطفيةٍ قصيرةٍ خلال الموسم الثاني، إلا أن هاوس يُحطم هذه العلاقة عندما يُخبرها بأن تعود لزوجها، بعد أن أبدت استعدادها لتركه والعودة إليه.
قالت إدلستين بأنه على الرغم من شخصيته الساخرة إلا أن هاوس يعتمد على الأشخاص المحيطين به. ذكرت أيضًا بأن هذه الخصلة ظهرت في عدة مناسباتٍ في الموسم الثالث، في الفترة التي كانت فيها مسيرته المهنية على المحك خلال تحقيقات المحقق مايكل تريتر الذي اعتقله بتهمة حيازة المخدرات والقيادة تحت تأثيرها، عندما رفض أعضاء فريق هاوس التعاون مع تريتر. تنتهي مشاكل هاوس عندما تقوم إدلستين بحنث اليمين خلال جلسة الاسِتماع. في الموسم الخامس تبدأ العلاقة بينه وبين كادي بالتَفتح عندما لا يعودا قادرين على إخفاء مشاعرهما الحقيقية تجاه بعضهما البعض. في حلقة "Joy" يقومان بتبادل القُبل، الأمر الذي يضفي توترًا عاطفيًّا مستمرًا بينهما لاحقًا. عندما دُمر مكتب كادي من قبل الرجل المسلح في حلقة "Last Resort" تنتقل كادي لمكتب هاوس في محاولة منها للتقرب منه، حسب اعتقاد ويلسون. يحاول كلٌ منهما تنفير الآخر عبر تَخريب مكاتب بعضهما البعض، ولكن بخطوة لَطيفة غير اعتياديةٍ من هاوس، يقوم بجلب مكتب كادي القديم من أيام الدراسة ليفاجئها به. تتأثر كادي بمفاجئة هاوس ولكن تتحطم لاحقًا عندما تراه بصحبة مومس قام باستئجارها، دون أن تعلم أنه قام بذلك فقط من أجل العبث مع تاوب وكاتنر. في الحلقة الأخيرة من الموسم الخامس "Both Sides Now" يظهر بشكلٍ جَليٍّ بأن هاوس يريد أن يحظى بعلاقةٍ حقيقيةٍ مع كادي. في نفس الحلقة يعتقد هاوس بأنه عاشرها ويخبر ويلسون في الصباح التالي، ولكن يظهر لاحقًا أن هذه كانت مجرد هلوساتٍ، بسبب إحدى الأعراض الجانبية لإدمان الفايكودين. تبلغ قصة هاوس وكادي ذروتها في الحلقة الأخيرة من الموسم السادس "Help Me" عندما تقوم كادي بتركِ خطيبِها لوكاس، لإدراكها أنها دائمًا ما أحبت هاوس في أعماقها، يبدي كلٌ منهما استعداده لمحاولة بناء علاقةٍ جديّةٍ ناجحةٍ. لكن، تنتهي علاقتهما في الموسم السابع عندما يعود هاوس لتعاطي الفايكودين مجددًا، كوسيلةٍ للتعامل مع نبأ احتمالية إصابتها بمرضٍ عُضالٍ.
دائمًا ما يتصرف هاوس كمتطفلٍ. فغالبًا ما يسرق طعام ويلسون أو طعام الأطباء الآخرين. في حلقة "You Don't Wanna Know" خلال بحثه عن سبب ارتعاش د. ثيرتين يدعي هاوس أنه سرق مالًا من محفظتها، وفي نفس الحلقة يبدي ويلسون ملاحظة حول كَون فئة دم هاوس AB، أي بإمكانه استقبال الدم من جميع الفئات الأخرى، مشيرًا إلى رغبة هاوس بأخذ أي شيءٍ يمكنه الحصول عليه. في حلقةٍ أخرى يكشف هاوس لويلسون بأنه كان يَقترض كمياتٍ متزايدةٍ من المال دون سداده، فقط لكي يرى عند أي نقطة سيرفض ويلسون طلبه.

## التطوير

### الفكرة
في البداية كان من المقرر أن يكون المسلسل دراما طبيّةٍ إجرائيةٍ تقليدية، إلاّ أن الفكرة تغيرت عندما بدأ الكُتاب باستكشاف إمكانات الشخصية الرئيسية. بَنى شور الشخصية جزيئًا على نفسه، ففي مقابلةٍ في 2006 مع مجلة Maclean's ذكر بأنه هو نَفسه لديه «موقفٌ ساخرٌ وباردٌ كامنٌ داخله»، وتقريبًا دائمًا ما يتفق مع وجهات نَظر هاوس. كان جزءً رئيسيًّا من قصة المسلسل أن تكون الشخصية الرئيسية عاجزةً بطريقةٍ ما. الفكرة الأولية كانت أن يستعمل هاوس كرسيًّا متحركًا، مستوحىً من المسلسل البوليسي Ironside، لكن Fox رفضت هذه الفكرة (التي امتنّ لها الطاقم لاحقًا). فكرة الكرسي المتحرك تحوّلت إلى ندبةٍ على وجه هاوس، لكن في النهاية تم اختيار فكرة ساقٍ عاجزةٍ تستدعي استخدامه للعكاز. عادةً ما يحمل هاوس عُكازه على نفس جانب ساقه المصابة؛ أَوضح شور: «بعض الناس يشعرون بمزيدٍ من الراحة عند استعمال العكاز في الذراع المسيطرة، وهذا أمرٌ مقبولٌ». جميع حيل العكاز التي ظهرت في المسلسل كانت من ابتكار لوري نفسه.

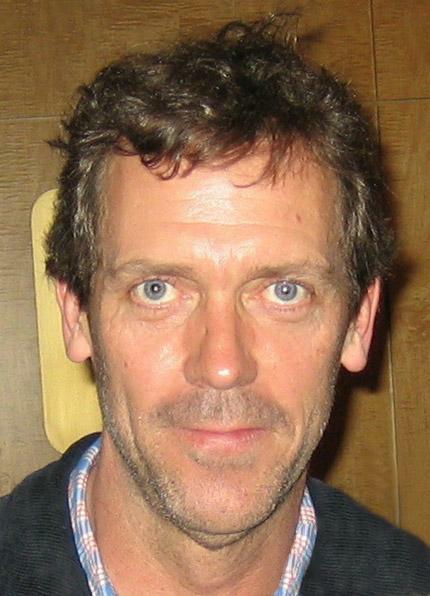
هيو لوري الذي جَسّد شخصية هاوس.

قامت كاثي كراندال، مصممة أزياء المسلسل، بخَلق مظهرٍ للشخصية بحيث يبدو وكأنه لا يَهتمُّ بمظهر ملابسه. حيث صَممت مظهر هاوس بقمصان تي شيرت مجعّدةٍ، وجاكيتات بليزر، وسراويل جينزٍ باهتةٍ وجوارب رماديةٍ تقليديةٍ. كانت فكرة لوري بأن ترتدي الشخصية الأحذية الرياضية، لأنه اعتقد بأن «رجلًا يستعمل عكازًا للمشي يحتاج لأحذيةٍ عمليّةٍ»، يحتفظ قسم خزانة الملابس في استديوهات شركة Fox بـ 37 زوجًا من أحذية Nike Shox في متناول اليد.

### اختيار الممثل
عندما بَدأت عملية البحث عن مُمثلٍ لتجسيد الشخصية، كان ديفيد شور يخشى بأنه في «الأيدي غير المناسبة» سوف يبدو هاوس شخصيةً بغيضةً وغير محببةٍ. كان مسؤولو الاختيار يبحثون عن شخصٍ يستطيع، كما وصفه شور، «القيام بتلك الأمور الفظيعة ويبقى محبوبًا بطريقةٍ ما في نفس الوقت، دون أن يُضطر للقيام بتلك الأمور اللطيفة، كمداعبة القطط». كان لوري في ناميبيا لتصوير فيلم Flight of the Phoenix عندما عُرض عليه فرصة تصوير تجربة الأداء للدور. لم يكن لدى لوري توقعاتٌ كبيرةٌ للمسلسل، معتقدًا بأنه «سوف يُعرض لعدة أسابيع فقط». في البداية خطط لوري لتجربة أداء دور جيمس ويلسون وغريغوري هاوس، لكن عندما قرأ بأن ويلسون هو الشخصية «الوسيمة ذات الوجه اللطيف»، قرر أن يؤدي تجربة الأداء لدور هاوس فقط. اختار لوري أن لا يغير ملابسه، ويبقى بالملابس التي كان يرتديها للفيلم، وأن لا يحلق ذقنه أيضًا. قام بتصوير شريط الأداء في حمام الفندق، المكان الوحيد الذي كان فيه إضاءةٌ كافيةٌ، بينما تولّى زميله الممثل جيكوب فارغاس عملية التصوير. في البداية اعتقد لوري بأن ويلسون هو الشخصية الرئيسية في المسلسل بعد أن قرأ وصفًا موجزًا للشخصية ولم يعلم بأن هاوس هو الشخصية الرئيسية إلا بعد أن قرأ سيناريو الحلقة الأولى كاملاً.
شَعر برايان سينغر بالإحباط بعد أن شاهد أشرطة تجارب الأداء للحلقة الأولى ورَفض رؤية المزيد من الممثلين البريطانيين بسبب عدم إتقانهم للكنة الأمريكية تمامًا. على الرغم من أن سينغر شبّه شريط أداء لوري بأشرطة فيديو أسامة بن لادن، إلا أنه أُعجب كثيرًا بأداء لوري وأشاد بمدى قدرة هذا «الممثل الأمريكي» على فهم الشخصية، حيث لم يعلم في ذلك الحين بأن لوري بِريطاني. على الرغم من أن مظهر لوري كان مختلفًا جدًا عما تصوره شور لشخصية هاوس، إلا أنه كان معجبًا به تمامًا مثل سينغر عندما شاهد الشريط. أُخذ بعين الاعتبار أيضًا بعض الممثلين المشهورين مثل دينيس ليري، وروب مورو وباتريك ديمبسي، ولكن سينغر، وشور، والمنتجين التنفيذي بول اتاناسيو وكاتي جاكوبس اعتقدوا بأن لوري هو الخيار الأفضل، وقرروا إعطائه الدور في النهاية. كان لوري الممثل الأخير الذي انضمّ لطاقم ممثلي المسلسل. بعد أن تم اختياره للدور قال لوري، الذي كان والده ران لوري طبيبًا، بأنه يشعر بالذنب لحصوله على المزيد من المال لكي يُصبح نسخةً مُزيفة من والده. اعتماد اللكنة الأمريكية للدور كان صعبًا على لوري، حيث قالَ أن كلمات مثل «الشريان التاجي» (coronary artery) صعبة النطق بعض الشيء.

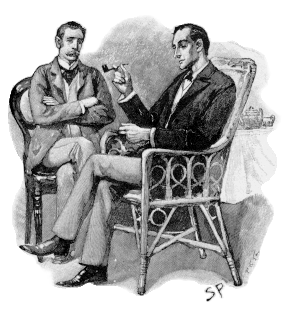
الدكتور هاوس وصديقه ويلسون يعكسان شخصيتا المحقق شرلوك هولمز وصديقه الدكتور جون واطسون.

### التشابه مع شرلوك هولمز
ظَهرت العديد من التشابهات بين هاوس والمحقق الشهير شرلوك هولمز في المسلسل. ذَكر شور بأنه لطالما كان أحد المعجبين بشخصية هولمز، وبأنهُ وَجد أن صفة اللامبالاة بعملائه فريدة. التشابُهات واضحة في عدة عناصرٍ من قصة المسلسل، مثل اعتماد هاوس على علم النفس لحل الحالات التي تواجهه، وامتناعه عن قبول الحالات التي لا يجدها مثيرةً للاهتمام ورقم منزله 221B، وهو نفس رقم منزل هولمز. من ناحيةٍ أخرى تم تشبيه الفايكودين الذي يتناوله هاوس بالكوكايين الذي يتناوله هولمز بين الحين والآخر كوسيلةٍ للترفيه عن نفسه، والعزف على الآلات الموسيقية (هولمز يعزف على الكمان وهاوس يعزف على الإيتار، البيانو، الأورغ والهارمونيكا) وموهبة كلٍّ منها في استنتاج دوافع الآخرين وماضيهم من خلال جوانب شخصياتهم ومظاهرهم.
لدى كلٌّ من هولمز وهاوس صديقٌ مقربٌ واحدٌ، د. جون واطسون ود. جيمس ويلسون، تواليًا. ذَكر شور بأن شخصية د. هاوس مستوحاةٌ من د. مارك تشامبرلين، أستاذ علم الأعصاب في جامعة واشنطن، ود. جوزيف بيل (أستاذ آرثر كونان دويل، ومصدر إلهامه الرئيسي لابتكار شخصية هولمز)، الذي كان بإمكانه «الدخول لغرفة انتظار المرضى وتشخيص جميع الموجودين من دون التحدث إليهم». في الحلقة الأخيرة من الموسم الثاني يُطلق رجلٌ اسمه جاك موريارتي (اسمٌ مشابهٌ لاسم خصم شرلوك هولمز، البروفسور جيمس موريارتي)، النار على هاوس ويلوذ بالفرار دون أن يُقبض عليه. في الموسم الخامس أيضًا، يَستعمل ويلسون اسم آيرين آدلر خلال سرده لكذبةٍ عن امرأة أحبها هاوس في الماضي، وهو نفس اسم الأنثى الوحيد التي أثارت اهتمام هولمز في سلسلة الروايات.

## الاستقبال النقدي
خلال فترة عرض المسلسل لاقت شخصية هاوس آراءً إيجابيةً من النقاد والمشاهدين على حدٍ سواء. توم شيلس من صحيفة واشنطن بوست وصف شخصية هاوس بأنها «أكثر شخصيةٍ إثارةً ظهرت على شاشة التلفاز منذ سنواتٍ عديدةٍ».
ظَهر هاوس في العديد من القوائم لأفضل الشخصيات. في 2008، حَلّ في المرتبة الثانية في تصويت موقع BuddyTV لـ «الطبيب الأكثر جاذبيةً على شاشة التلفزيون»، خلف دوغ روس (جورج كلوني) من مسلسل ER. احتل هاوس المرتبة الأولى في قائمة «أفضل 10 شخصياتٍ في العقد الماضي» التي نشرها موقع TV Overmind. في يونيو، 2010 أدرجت مجلة Entertainment Weekly هاوس في قائمة «أفضل 100 شخصيةٍ في العقدين الماضيين»، وقائمة «أفضل 30 طبيبًا وممرضًا» في 2009. تم اختيارهُ كأكثر طبيبٍ إثارةً للإعجاب على شاشة التلفاز في تصويتٍ أجراه موقع Zap2it متفوقًا على دوغ روس، وأدرجته فوكس نيوز ضمن أفضل أطباء الجراحة العامة.
فاز لوري لتجسيده شخصية هاوس بالعديد من الجوائز أبرزها: جائزتا غولدن غلوب عن فئة أفضل ممثلٍ في مسلسل دراما، وجائزتا نقابة ممثلي الشاشة عن فئة أفضل ممثلٍ في مسلسل دراما، جائزتي ستالايت عن نفس الفئة أيضًا، وجائزتا رابطة نقاد التلفزيون عن فئة أفضل إنجازٍ فرديٍّ في مجال الدراما. ترشح لوري أيضًا لجائزة الإيمي 6 مراتٍ عن فئة أفضل ممثلٍ في مسلسل دراما كان آخرها في 2011.

## كتب
- Holtz, Andrew (2006). The Medical Science of House, M.D. New York: Berkley Books. ISBN:978-0-425-21230-1. مؤرشف من الأصل في 2022-03-26.
- Holtz, Andrew (2011). House M.D. vs. Reality: Fact and Fiction in the Hit Television Series. New York: Berkley Books. ISBN:978-0-425-23893-6. مؤرشف من الأصل في 2022-06-21.
- Hockley, L., and Gardner, L. (2010). House The Wounded Healer on Television: Jungian and Post-Jungian Reflections. Routledge. ISBN:978-0-415-47913-4.{{استشهاد بكتاب}}:  صيانة الاستشهاد: أسماء متعددة: قائمة المؤلفين (link)

## وصلات خارجية
- غريغوري هاوس في قاعدة بيانات الأفلام على الإنترنت.
- مقال يقارن بين د. هاوس وشرلوك هولمز نسخة محفوظة 20 فبراير 2020 على موقع واي باك مشين..